# Chileotrecha argentinensis
Espèce
Chileotrecha argentinensis est une espèce de solifuges de la famille des Ammotrechidae.

## Distribution
Cette espèce est endémique d'Argentine.

## Description
Le mâle holotype mesure 8,03 mm et la femelle paratype 8,04 mm.

## Étymologie
Son nom d'espèce, composé de argentin[a] et du suffixe latin -ensis, « qui vit dans, qui habite », lui a été donné en référence au lieu de sa découverte, l'Argentine.

## Publication originale
- Iuri, Iglesias & Ojanguren-Affilastro, 2014 : A new species of Chileotrecha Maury, 1987 (Solifugae: Ammotrechidae) from Argentina with notes on the genus. Zootaxa, no 3827(1), p. 20-30.